# ياسوكي
ياسوكي (باليابانية: 弥助) أو (باليابانية: 弥介) هو رجلٌ من أصل أفريقي على الأرجح، كان خادمًا للداي-ميو الياباني أودا نوبوناغا في 1581-1582، خلال فترة سينغوكو. استمر خادمًا للداي-ميو لمدة 15 شهرًا حتى وفاة أودا نوبوناغا في حادثة هونو-جي [الإنجليزية].